# 末広町 (横浜市中区)
末広町（すえひろちょう）は、神奈川県横浜市中区の町名。住居表示は未実施で、1～3丁目の字丁目が設けられている。市内には、鶴見区にも同名の末広町がある。

## 地理
中区の北西部、イセザキモール沿いの伊勢佐木町と国道16号に沿った羽衣町に挟まれた狭小な町域を持ち、関内に近い東側から順に1～3丁目が設けられている。1丁目の東端は堀割構造の首都高速横羽線を挟み港町4丁目、3丁目の西端は長者町と接する。「浜っ子通り」の両側に飲食店が軒を連ね、2丁目には有隣堂別館、3丁目にはパセラリゾーツ（旧：双葉家具本店）がある。
鉄道の駅ではJR根岸線の関内駅、横浜市営地下鉄ブルーライン関内駅・伊勢佐木長者町駅が最寄りとなる。

## 歴史
江戸時代に吉田新田として開拓された土地の一部である。1928年（昭和3年）、町界町名整理事業に伴い姿見町・羽衣町の各一部と若竹町から新設された。このとき、姿見町と若竹町の町名は廃止された。末広町の町名は。縁起を担いだ瑞祥地名である。1967年には伊勢佐木町・羽衣町との間で町境の変更が行われた。

### 治安・風紀の維持
2022年（令和4年）11月1日より、神奈川県は末広町1丁目から3丁目を県暴力団排除条例に基づき暴力団排除特別強化地域に指定。地域内では飲食店などの特定営業者と暴力団員との間でみかじめ料のやりとりや用心棒などの役務提供・依頼などが禁止され、違反者は金銭の支払いや役務を依頼した側であっても懲役1年以下または罰金50万円以下の罰則が科される。

## 世帯数と人口
2025年（令和7年）6月30日現在（横浜市発表）の世帯数と人口は以下の通りである。秘匿となっている地域は合算で表記する。
| 町丁               | 世帯数  | 人口  |
| ------------------ | ------- | ----- |
| 末広町1丁目・3丁目 | 30世帯  | 38人  |
| 末広町2丁目        | 83世帯  | 97人  |
| 計                 | 113世帯 | 135人 |

### 人口の変遷
国勢調査による人口の推移。
| 年                 | 人口 |
| ------------------ | ---- |
| 2000年（平成12年） | 24   |
| 2005年（平成17年） | 18   |
| 2010年（平成22年） | 22   |
| 2015年（平成27年） | 64   |
| 2020年（令和2年）  | 26   |

### 世帯数の変遷
国勢調査による世帯数の推移。
| 年                 | 世帯数 |
| ------------------ | ------ |
| 2000年（平成12年） | 18     |
| 2005年（平成17年） | 10     |
| 2010年（平成22年） | 12     |
| 2015年（平成27年） | 55     |
| 2020年（令和2年）  | 20     |

## 学区
市立小・中学校に通う場合、学区は以下の通りとなる（2024年11月時点）。
| 丁目        | 番・番地等 | 小学校             | 中学校                 |
| ----------- | ---------- | ------------------ | ---------------------- |
| 末広町1丁目 | 全域       | 横浜市立本町小学校 | 横浜市立横浜吉田中学校 |
| 末広町2丁目 | 全域       | 横浜市立本町小学校 | 横浜市立横浜吉田中学校 |
| 末広町3丁目 | 全域       | 横浜市立本町小学校 | 横浜市立横浜吉田中学校 |

## 事業所
2021年現在の経済センサス調査による事業所数と従業員数は以下の通りである。
| 丁目        | 事業所数 | 従業員数 |
| ----------- | -------- | -------- |
| 末広町1丁目 | 10事業所 | 87人     |
| 末広町2丁目 | 18事業所 | 73人     |
| 末広町3丁目 | 7事業所  | 152人    |
| 計          | 35事業所 | 312人    |

### 事業者数の変遷
経済センサスによる事業所数の推移。
| 年                 | 事業者数 |
| ------------------ | -------- |
| 2016年（平成28年） | 32       |
| 2021年（令和3年）  | 35       |

### 従業員数の変遷
経済センサスによる従業員数の推移。
| 年                 | 従業員数 |
| ------------------ | -------- |
| 2016年（平成28年） | 350      |
| 2021年（令和3年）  | 312      |

## その他

### 日本郵便
- 郵便番号：231-0046[3]（集配局：横浜港郵便局[18]）

### 警察
町内の警察の管轄区域は以下の通りである。
| 丁目        | 番・番地等 | 警察署         | 交番・駐在所 |
| ----------- | ---------- | -------------- | ------------ |
| 末広町1丁目 | 全域       | 伊勢佐木警察署 | 吉田橋交番   |
| 末広町2丁目 | 全域       | 伊勢佐木警察署 | 吉田橋交番   |
| 末広町3丁目 | 全域       | 伊勢佐木警察署 | 吉田橋交番   |